# Gewoon speenkruid
Het gewoon speenkruid (Ficaria verna subsp. verna, synoniem: Ranunculus ficaria subsp. bulbilifer) is een laagblijvende voorjaarsbloeier die behoort tot de ranonkelfamilie (Ranunculaceae).

## Naam
De triviale naam 'speenkruid' is volgens sommigen afgeleid van de vorm van de knollen, die op kleine speentjes lijken. Andere triviale namen voor deze plant zijn 'vijgwortel', 'oaneklootjes' en 'katteklootjes'. Volgens anderen is de naam afgeleid van de toepassing tegen aambeien, oftewel speen.

## Kenmerken
De plant wordt tot 30 cm hoog en bloeit van maart tot mei. De hartvormige bladeren zitten aan het uiteinde van een lange bladsteel. De gele bloemen hebben acht tot twaalf kroonbladeren en drie groene kelkbladeren, een afwijking ten opzichte van de overige leden van de ranonkelfamilie. Bij slecht weer blijven de bloemen gesloten, bij zon spreidt de bloem zich wijd open. De planten vormen als het ware een "tapijt" dat vaak niet hoger is dan 10 cm. Na de bloei sterft het bovengrondse deel van de plant af, de ondergrondse knolletjes van enkele millimeters lengte blijven in leven voor het volgende jaar. Bij de zaailingen treft men slechts één zaadlob aan; de plant hoort als lid van de ranonkelfamilie echter tot de tweezaadlobbigen. De tweede zaadlob was oorspronkelijk wel aanwezig.

## Verspreiding
Het verspreidingsgebied van gewoon speenkruid beslaat geheel Europa, de Kaukasus, West-Siberië en Midden-Azië. De soort is meestal autotetraploïde en plant zich vegetatief voort. In het Middellandse Zeegebied en aan de zuidkust van Engeland is de soort diploïd, de voortplanting is daar eveneens vegetatief.

## Ecologie
De plant komt algemeen voor op vochtige gronden, langs natte bosranden en slootkanten. Gewoon speenkruid verspreidt zich zowel door zaadvorming en verspreiding als door knollen. Deze laatste groeien niet alleen in de grond, maar ook als broedknollen in de oksels van de bladstelen. In een tuin is gewoon speenkruid een aardig plantje, maar het moet wel in de hand gehouden worden omdat het zich via de in de grond blijvende knolletjes snel verspreidt.

### Syntaxonomie
In bosgemeenschappen geldt gewoon speenkruid als kensoort voor de klasse van eiken- en beukenbossen op voedselrijke grond.

## Gebruik
De bladeren van gewoon speenkruid bevatten veel vitamine C. Vroeger werd de plant dan ook gebruikt tegen scheurbuik. Ze werd ook veel verwerkt in salades. Belangrijk is dat de bladeren dan voor de bloei worden geplukt. Tijdens de bloei ontwikkelt de plant in de bladeren namelijk protoanemonine en saponine, giftige stoffen. De bladeren smaken dan bitter, en ze wordt dan ook door weidedieren gemeden.
Bij drogen wordt protoanemonine omgezet in een minder werkzame stof, anemonine, die ook giftig is.
In de Apennijnen en de Alpenlanden werd het plantesap vroeger gebruikt als pijlgif.
De plant bevat ook etherische olie.
De wortel bevat anemonine, tannine en triterpeen-saponinen. Vroeger werd ze in- en uitwendig gebruikt bij aambeien. Inwendig gebruik is echter niet verantwoord.

## Ondersoorten
Van Ficaria verna Huds. worden de volgende vijf ondersoorten onderscheiden:
- Ficaria verna subsp. calthifolia (Rchb.) Nyman (syn.: Ranunculus ficaria subsp. calthifolius (Rchb.) Arcang., Ficaria calthifolia Rchb.), komt in het oosten van Middeneuropa en Oosteuropa voor. Het aantal chromosomen is 2n = 16, 24 of 32.
- Ficaria verna subsp. chrysocephala (P.D.Sell) Stace (syn.: Ranunculus ficaria  subsp. chrysocephalus P.D.Sell), komt in het oosten van het Middellandse Zeegebied voor en komt verwilderd in Groot-Brittannië voor. Het aantal chromosomen is 2n = 32.
- Ficaria verna subsp. fertilis (Lawralrée ex Laegaard) Stace, vreemd speenkruid (syn.: Ranunculus ficaria subsp. fertilis Lawralrée ex Laegaard, Ficaria verna subsp. verna auct., Ranunculus ficaria subsp. ficaria auct.) komt in West- en Zuidwesteuropa voor. Het aantal chromosomen is 2n = 16.
- Ficaria verna subsp. ficariiformis (F. W. Schultz) B. Walln. (syn.: Ranunculus ficaria subsp. ficariiformis Rouy & Fouc.), komt in het Westelijke en Centrale deel van het Middellandse Zeegebied voor en komt met een onzekere status in West-Europa voor. Het aantal chromosomen is 2n = 32.
- Ficaria verna Huds. subsp. verna, gewoon speenkruid (syn.: Ranunculus ficaria subsp. ficaria, Ficaria verna subsp. bulbifera Á. Löve & D. Löve, Ranunculus ficaria subsp. bulbilifer Lambinon). Komt vooral in Midden-Europa voor en in mindere mate van Klein-Azië tot in Noord- en Zuid-Europa. Het aantal chromosomen is 2n = 24, maar meestal 32.